# Trofeo Thayer Tutt
Il Trofeo Thayer Tutt è stata una competizione di hockey su ghiaccio organizzata dal 1980 al 1988 dalla IIHF negli anni olimpici, per le squadre nazionali che non partecipavano ai giochi. Il torneo era dedicato a William Thayer Tutt, presidente della IIHF dal 1966 al 1969.

## Storia
La federazione internazionale intendeva sopperire con questo torneo alla decisione di non fare disputare il mondiale negli anni olimpici a partire dal 1980.
La prima edizione si tenne a Lubiana, in Yugoslavia, per festeggiare i 50 anni dell'hockey su ghiaccio nel paese. La seconda si disputò a Grenoble, in Francia, mentre la terza nei Paesi Bassi, ad Eindhoven.
Il torneo durò per sole tre edizioni, perché dal 1992 si ritornò a disputare il mondiale anche negli anni olimpici.

## Albo d'oro
| Anno | Oro          | Argento      | Bronzo      | Sede                  | Partecipanti |
| ---- | ------------ | ------------ | ----------- | --------------------- | ------------ |
| 1980 | Svizzera     | Germania Est | Jugoslavia  | Lubiana Jugoslavia    | 10           |
| 1984 | Germania Est | Svizzera     | Romania     | Grenoble Francia      | 8            |
| 1988 | Italia       | Giappone     | Paesi Bassi | Eindhoven Paesi Bassi | 12           |